# Berliet GDHM
Der Berliet GDHM war ein Lastkraftwagen des französischen Kraftfahrzeugherstellers Berliet in Lyon, gebaut ab 1927 bis etwa 1934 in zahlreichen Varianten.

## Geschichte und Technik
Der Berliet GDHM erhielt seine allgemeine Betriebserlaubnis im März 1927. Sein wassergekühlter Vierzylindermotor des Typs MLB5 hatte 110 mm Bohrung und 140 mm Hub. Dieser Motor war eine Weiterentwicklung des aus dem Berliet CBA von 1915 bekannten Motors Typ Z. Steuerlich war das Fahrzeug mit 20 CV eingestuft, die bei 2000/min abgegebene effektive Höchstleistung wird – damaliger Sitte in Frankreich folgend – in den Quellen nicht angegeben, dürfte aber etwa bei 40 PS gelegen haben. Die Motorkraft wurde mittels Kardanwelle auf die Hinterräder übertragen. Die Nutzlast wird mit 5,5 Tonnen, das Gewicht des Fahrgestells ohne Aufbauten wird mit 3900 kg angegeben. Für den Berliet GDHM wurden die Chassisnummern 67001 bis 68000 (also 1000 Stück) reserviert, offen bleibt, inwieweit diese Chassisnummern alle vergeben wurden.

## Varianten des Berliet GDHM
Es gab vom Berliet GDHM zahlreiche Varianten, deren technische Daten der folgenden Übersicht entnommen werden können. Sie unterschieden sich vor allem im jeweils verwendeten Motor (und daraus folgenden Gewichtsschwankungen):
| Typ    | Betriebserl. | Motor  | Zyl. | Bohrg. | Hub   | Hubr.  | /min | CV    | PS    | Chassis | max.   | Bem.,  |
|        | Mon./Jahr    | Typ    | Zahl | mm     | mm    | cm³    | max  | fisc. | reell | kg      | kg     | Quelle |
| ------ | ------------ | ------ | ---- | ------ | ----- | ------ | ---- | ----- | ----- | ------- | ------ | ------ |
| GDHM7  | 6.1931       | MDB    | 4    | 120    | 160   | 7238   | 1400 | 19    | 70    | 4100    | 12.700 | [ 4 ]  |
| GDHM8  | 9.1932       | MDC    | 6    | 110    | 150   | 8553   | 1600 | 23    | 80    | 5500    | 13.000 | [ 5 ]  |
| GDHM10 | 7.1932       | MDE    | 6    | 120    | 160   | 10.857 | 1500 | 29    | 100   | 5700    | 13.000 | [ 6 ]  |
| GDHM22 | 1.1932       | MKB    | 4    | 110    | 154,8 | 5884   | 2000 | 22    |       | 4000    | 12.000 | [ 7 ]  |
| GDHM25 | 2.1932       | MKU    | 6    | 100    | 140   | 6597   | 2600 | 25    |       | 4000    | 12.000 | [ 8 ]  |
| GDHM30 | 2.1932       | MKU110 | 6    | 110    | 140   | 7983   | 2000 | 30    |       |         |        |        |
| GDHMG  | 3.1927       | MLBG   | 4    | 110    | 140   | 5322   | 900  | 14    |       | 3400    |        | [ 9 ]  |

GDHM7, GDHM8 und GDHM10 hatten Dieselmotoren, wobei sich die letzte Ziffer der Typenbezeichnung auf die ungefähre Hubraumgröße in Litern bezieht. GDHM22, GDHM25 und GDHM30 hatten Ottomotoren, hier bezieht sich die Zahl am Ende der Typenbezeichnung auf die jeweiligen Steuer-CV. Der GDHMG hatte einen Holzgasmotor, wie der letzte Buchstabe (G = gazogéne) anzeigt. Die Nutzlast aller dieser Varianten wird mit 6 Tonnen angegeben, lediglich beim Berliet GDHMG betrug sie wegen der erheblich geringeren Motorleistung nur 4,5 Tonnen. Der GDHM7 war ursprünglich steuerlich mit 28, der GDHM10 mit 41 CV eingestuft, beide wurden aufgrund einer Steuerreform Ende Oktober 1932 auf das in der Tabelle angegebene Maß zurückgestuft.

## Berliet GDHMB
Der Berliet GDHMB kann als „großer Bruder“ des Berliet GBHM bezeichnet werden, die Typenbezeichnung weist ihn als Variante des GDHM aus. Er erhielt seine allgemeine Betriebserlaubnis im Februar 1928, also ein knappes Jahr nach dem Erscheinen des Berliet GDHM. Er hatte den gleichen Motor wie der Berliet GDHM. Die Nutzlast war allerdings auf 7,5 Tonnen erhöht (gilt auch für alle weiteren unten aufgeführten Varianten), das Gewicht des Fahrgestells ohne Aufbauten von 3900 auf 4020 kg. Für den Berliet GDHMB wurden die Chassisnummern 54001 bis 55000 (also 1000 Stück) reserviert, offen bleibt, inwieweit diese Chassisnummern alle vergeben wurden.

## Varianten des Berliet GDHMB
Es gab von dem hier behandelten Typ die nachfolgend beschriebenen Varianten:
| Typ     | Betriebserl. | Motor | Zyl. | Bohrg. | Hub | Hubr.  | /min | CV    | PS    | Chassis | max.   | Bem.,  |
|         | Mon./Jahr    | Typ   | Zahl | mm     | mm  | cm³    | max  | fisc. | reell | kg      | kg     | Quelle |
| ------- | ------------ | ----- | ---- | ------ | --- | ------ | ---- | ----- | ----- | ------- | ------ | ------ |
| GDHMB6  | 4.1931       | MDA   | 4    | 110    | 160 | 6082   | 1400 | 16    | 50    | 4400    | 15.000 | [ 12 ] |
| GDHMB7  | 9.1931       | MDB   | 4    | 120    | 160 | 7238   | 1400 | 19    | 70    | 5300    | 15.000 | [ 13 ] |
| GDHMB10 | 9.1932       | MDE   | 6    | 120    | 160 | 10.857 | 1500 | 29    | 100   | 5750    | 15.600 | [ 14 ] |
| GDHMB25 | 7.1932       | MKU   | 6    | 100    | 140 | 6597   | 2600 | 25    |       | 5000    | 13.500 | [ 15 ] |
| GDHMB28 | 11.1931      | MPA   | 4    | 120    | 160 | 7238   | 1400 | 28    |       | 4800    |        | [ 16 ] |
| GDHMBG  | 10.1931      | MPAG  | 4    | 120    | 160 | 7238   | 1600 | 19    |       | 5900    |        | [ 17 ] |

Die Varianten GDHMB7, GDHMB8, GDHMB10 hatten Diesel-, GDHMB25 und GDHMB28 hatten Ottomotoren, GDHMBG einen Holzgasmotor. Für letzteren wurden die Chassisnummern 89201 bis 89250 (also 50 Stück) reserviert, offen bleibt, inwieweit diese Chassisnummern alle vergeben wurden. Der GDHMB6 war ursprünglich steuerlich mit 23, der GDHMB7 mit 28, der GDHMB10 mit 41 CV eingestuft (und hatten diese Einstufung als Typenbezeichnung), sie wurden aufgrund einer Steuerreform Ende Oktober 1932 auf das in der Tabelle angegebene Maß zurückgestuft (und erhielten die in der Tabelle angegebene Typenbezeichnung).

## Stückzahlen
Von allen Varianten des GDHM und GDHMB zusammen sollen 166 Stück im Jahr 1932, 237 Stück 1933 und 13 Stück 1934 gebaut worden sein, für die Jahre davor liegen keine Stückzahlen vor. Nach der gleichen Tabelle, drei Zeilen höher, sollen vom GDHMB10 (zusammen mit dem Berliet GDHE10) 97 Stück im Jahr 1932, 251 Stück 1933 und 11 Stück 1934 gefertigt worden sein: Ob der Widerspruch auf einem Druckfehler, einem Lesefehler (das Originaldokument ist offenbar verschollen, vorhanden sind lediglich teilweise schwer lesbare Kopien), einem Subsumptions- oder sonstigen Irrtum der Person, die die Tabelle erstellt hat, beruht, wird wohl nicht mehr klärbar sein.
Im Conservatoire der Fondation Berliet in Le Montellier ist auf dem Schild einer Modellbeschreibung zu lesen, dass von allen Varianten des Berliet GDHM und GDHMB zusammen über 2000 Stück gefertigt wurden. Unterstellt man, dass die für den Typ GDHM reservierten 1000 Fahrgestellnummern, die für den Typ GDHMB reservierten 1000 Fahrgestellnummern und die für den Typ GDHMBG reservierten 50 Fahrgestellnummern alle vergeben worden wären, träfe dies zu. Offen bleibt, ob die oben für 1932 bis 1934 angegebenen Stückzahlen in diesen Nummernbändern enthalten waren oder nicht.

### Originalquellen
Eine Publikation, in der alle vor 1945 gebauten Berliet-Typen individuell abgehandelt wären, gibt es nicht. Neben der unten erwähnten Literatur wurde auf folgende in der Fondation Berliet verwahrte Originalunterlagen zurückgegriffen:
- "Fiches des Mines": Es handelt sich um die Unterlagen zur Erteilung einer allgemeinen Betriebserlaubnis, hierfür ist in Frankreich der "Inspecteur des mines" sachlich zuständig. Diese Unterlagen sind chronologisch geordnet und nummeriert. Nicht zu jedem Typ bzw. Variante gibt es entsprechende Unterlagen, teils, weil sie wohl als Untervarianten eines Typs verstanden wurden, für den eine gesonderte Erlaubnis nicht erforderlich war, teils wohl, weil diese Unterlagen im Laufe der letzten 100 Jahre verlorengegangen sind. Bei Militärtypen gibt es Hinweise, dass eine Betriebserlaubnis direkt durch militärische Dienststellen erfolgte, was entsprechende "fiches des mines" überflüssig machte. Die Quellenbezeichnung lautet: "Fiches No...."
- "Etat des véhicules utilitaires et autobus declares aux mines depuis 1920", eine 15-seitige Zusammenstellung vom 1. Dezember 1941, enthält insbesondere die reservierten Chassisnummernbänder, die jedoch vielfach nicht vollständig ausgeschöpft wurden, einige Typen bzw. Varianten werden nicht erwähnt, Quellenbezeichnung lautet: "Etat S..."
- "Nombre de véhicules construits de 1930 à 1942", siebenseitige Zusammenstellung der zwischen 1930 und 1942 gebauten Stückzahlen an Nutzfahrzeugen, erstellt wohl 1943, erste Seite teilweise irreparabel verderbt, teilweise werden mehrere Typen bzw. Varianten zusammengefasst, Quellenbezeichnung lautet: "Nombre S...."

### Sonstige Literatur
- Monique Chapelle: Berliet. 1. Auflage. EMCE, Saint-Chamond 2016, ISBN 978-2-35740-049-8.
- Christophe Puvilland: Berliet 1905–1978, toute la gamme omnibus, autocars, autobus et trolleybus. 1. Auflage. histoire&collections, Paris 2008, ISBN 978-2-35250-059-9.
- François Vauvillier: Tous les Berliet militaires 1914–1940, vol.1: les camions. histoire&collections, Paris 2019, ISBN 978-2-35250-496-2.